# Ta'a II
Ta'a II (Seqenenre) (ook bekend als Seqenenre Tao) was een Egyptische koning uit de Thebaanse 17e dynastie.
De koning is waarschijnlijk rond 1578 v. Chr. gesneuveld in de Bevrijdingsoorlog tegen de Hyksos vorsten die in zijn tijd de Nijldelta beheersten. Zijn mummie is aangetroffen in het verzamelgraf DB320 en vertoont een gapende hoofdwond. Hij was de zoon van Ta'a I en werd opgevolgd door zijn zoon Kamose die op zijn beurt door een andere, jongere zoon van Ta'a II, Ahmose werd opgevolgd. Deze Ahmose I slaagde er uiteindelijk in de Hyksos uit Egypte te verdrijven en werd de stichter van de 18e dynastie, de eerste dynastie van het Nieuwe Rijk.
Er is op twee stèles in Karnak en op een tablet een beschrijving van de strijd tussen de vorst van de Zuidelijk Stad (Thebe) Seqenenre en zijn tegenstander Apophis in Avaris, die Seth tot zijn voornaamste god gemaakt had.

## Galerij

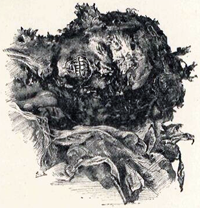
Tekening van het hoofd van de mummie van Ta'a II (ca. 1901), Gaston Maspero
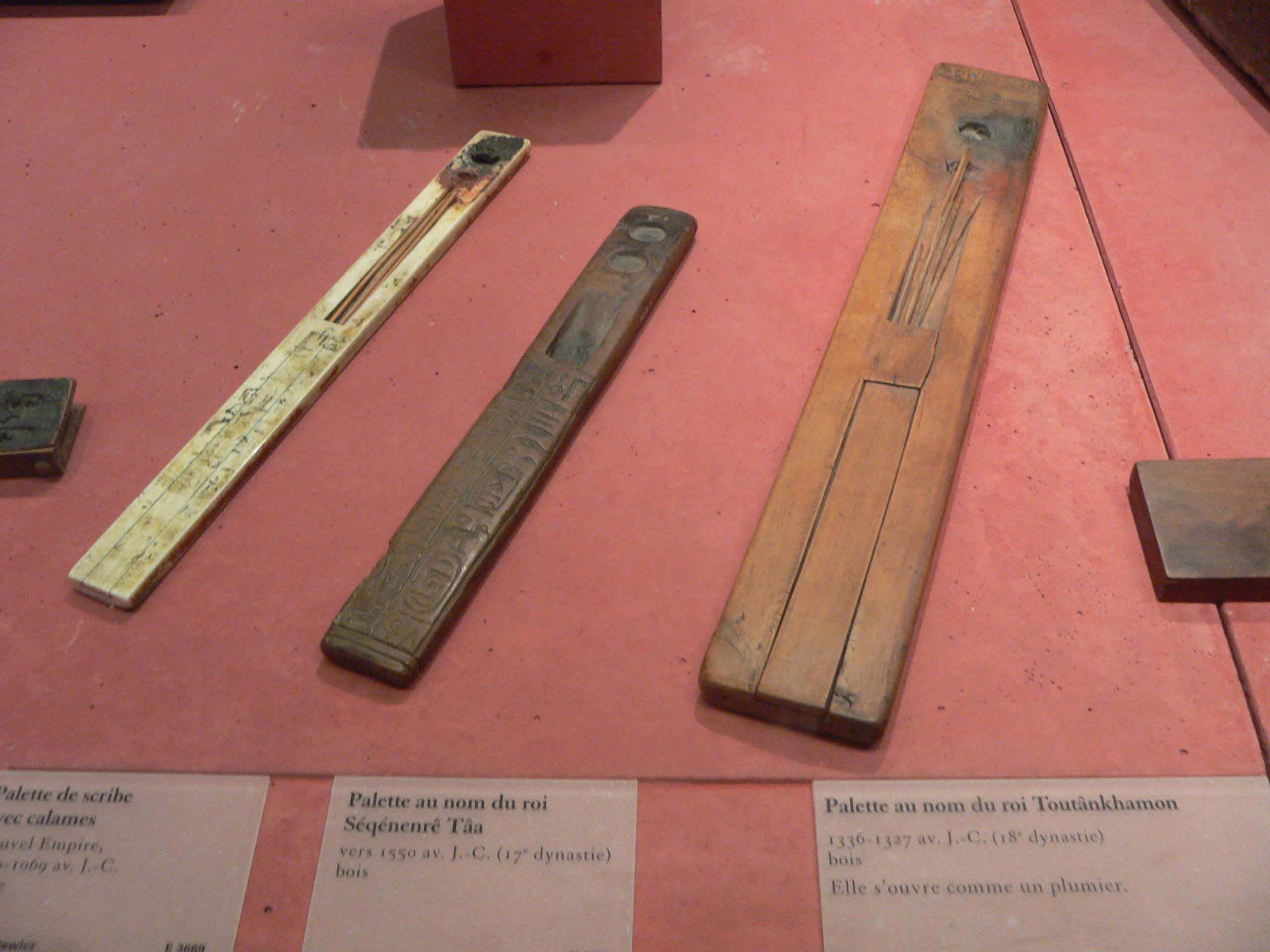
Schrijftableau met cartouche van Ta'a II (midden) Louvre
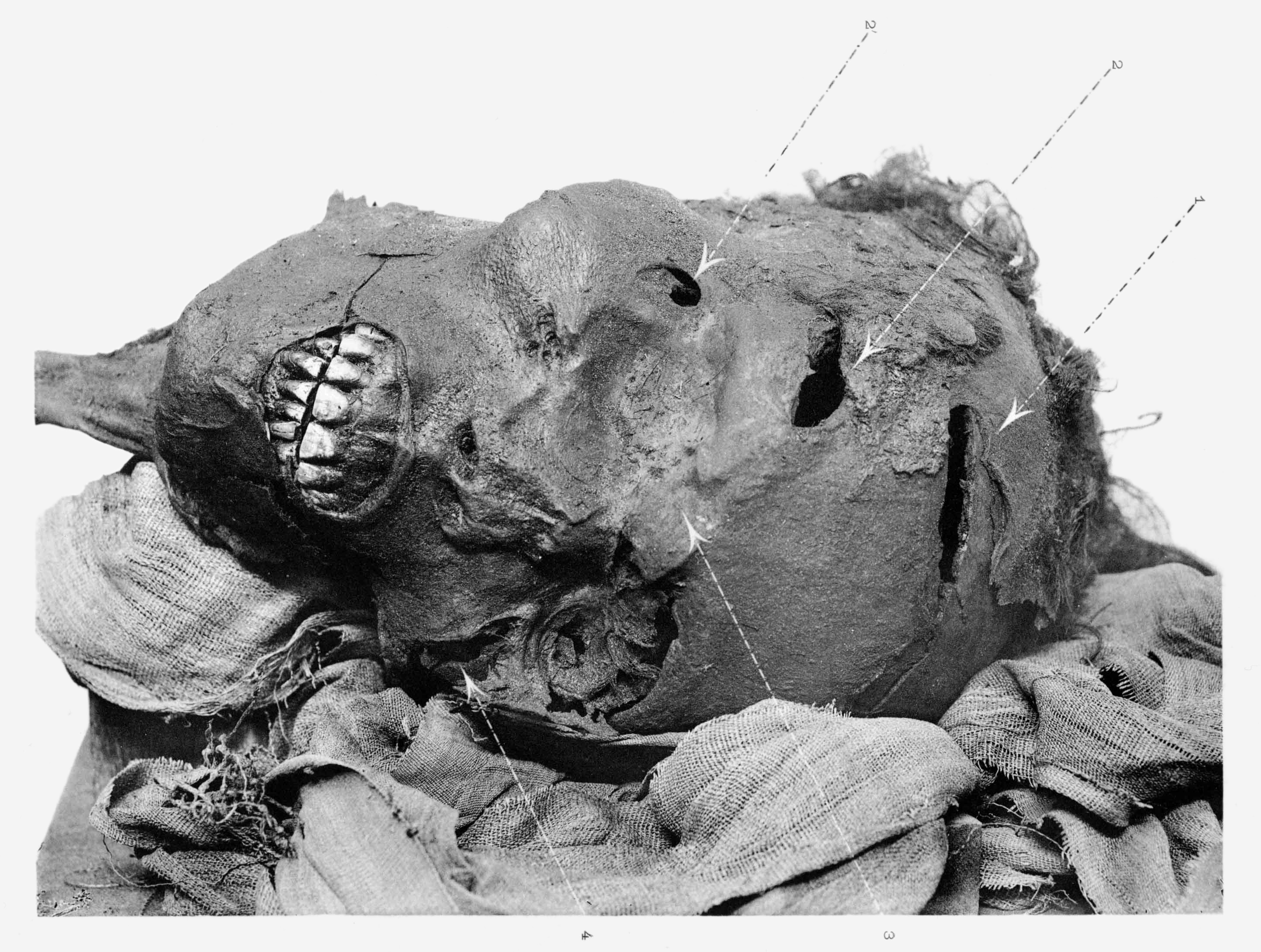
De schedel van de mummie van Ta'a II vertoont hoofdwonden van een strijdbijl (foto:1912) , G. Elliot Smith